# Óscar Vanegas
Óscar Luis Vanegas Zúñiga (Sincelejo, Sucre; 7 de mayo de 1996) es un futbolista colombiano. Juega de defensa central y actualmente milita en Unión Magdalena de la Categoría Primera A de Colombia. 

## Estadísticas
| Club                         | Div.          | Temporada     | Liga  | Liga  | Copas Nacionales | Copas Nacionales | Copas Internacionales | Copas Internacionales | Total | Total |
| Club                         | Div.          | Temporada     | Part. | Goles | Part.            | Goles            | Part.                 | Goles                 | Part. | Goles |
| ---------------------------- | ------------- | ------------- | ----- | ----- | ---------------- | ---------------- | --------------------- | --------------------- | ----- | ----- |
| Alianza Petrolera · Colombia | 1.ª           | 2014          | 0     | 0     | 2                | 0                | Inexistentes          | Inexistentes          | 2     | 0     |
| Alianza Petrolera · Colombia | 1.ª           | 2015          | 0     | 0     | 1                | 0                | Inexistentes          | Inexistentes          | 1     | 0     |
| Alianza Petrolera · Colombia | Total club    | Total club    | 0     | 0     | 3                | 0                | 0                     | 0                     | 3     | 0     |
| Real Santander · Colombia    | 2.ª           | 2016          | 7     | 0     | 1                | 0                | Inexistentes          | Inexistentes          | 8     | 0     |
| Real Santander · Colombia    | 2.ª           | 2017          | 4     | 0     | 5                | 0                | Inexistentes          | Inexistentes          | 9     | 0     |
| Real Santander · Colombia    | Total club    | Total club    | 11    | 0     | 6                | 0                | 0                     | 0                     | 17    | 0     |
| Llaneros · Colombia          | 2.ª           | 2018          | 34    | 2     | 4                | 0                | Inexistentes          | Inexistentes          | 38    | 2     |
| Llaneros · Colombia          | 2.ª           | 2019          | 36    | 3     | 1                | 0                | Inexistentes          | Inexistentes          | 37    | 3     |
| Llaneros · Colombia          | Total club    | Total club    | 70    | 5     | 5                | 0                | 0                     | 0                     | 75    | 5     |
| Patriotas · Colombia         | 1.ª           | 2020          | 16    | 2     | 1                | 1                | Inexistentes          | Inexistentes          | 17    | 3     |
| Patriotas · Colombia         | 1.ª           | 2021          | 18    | 2     | Inexistentes     | Inexistentes     | Inexistentes          | Inexistentes          | 18    | 2     |
| Patriotas · Colombia         | Total club    | Total club    | 34    | 4     | 1                | 1                | 0                     | 0                     | 35    | 5     |
| Toluca · México              | 1.ª           | 2021-22       | 28    | 1     | Inexistentes     | Inexistentes     | Inexistentes          | Inexistentes          | 28    | 1     |
| Toluca · México              | Total club    | Total club    | 28    | 1     | 0                | 0                | 0                     | 0                     | 28    | 1     |
| Millonarios · Colombia       | 1.ª           | 2022          | 12    | 0     | 4                | 0                | Inexistentes          | Inexistentes          | 16    | 0     |
| Millonarios · Colombia       | 1.ª           | 2023          | 6     | 0     | Inexistentes     | Inexistentes     | 3                     | 0                     | 9     | 0     |
| Millonarios · Colombia       | Total club    | Total club    | 18    | 0     | 4                | 0                | 3                     | 0                     | 25    | 0     |
| Total carrera                | Total carrera | Total carrera | 153   | 10    | 17               | 1                | 3                     | 0                     | 173   | 11    |

## Plano personal
Óscar es hermano del también futbolista Ray Vanegas.

## Palmarés

### Campeonatos nacionales
| Título                | Club        | Año  |
| --------------------- | ----------- | ---- |
| Copa Colombia         | Millonarios | 2022 |
| Torneo Apertura       | Millonarios | 2023 |
| Superliga de Colombia | Millonarios | 2024 |